# Ретурнемер
Ретурнеме́р (фр. Lac de Retournemer) — озеро ледникового происхождения на северо-востоке Франции в Гранд-Эсте. Располагается на территории коммуны Консрю-Лонжмер в департаменте Вогезы.
Озеро Ретурнемер находится в широкой долине на высоте 776 м над уровнем моря, к востоку от Жерарме. Округлой формы. Площадь — 0,0525 км². Размеры: 320 метров в длину и 250 метров в ширину. Средняя глубина составляет 11,5 м, наибольшая — 14 м. С юга на северо-запад озеро пересекает верхнее течение реки Волонь, правого притока Мозеля. Большая часть берега и водосбора покрыта лесом. Сток из озера идёт на северо-запад в соседнее озеро Лонжмер.
Территория акватории озера с прилегающей к ней местностью включена в список охраняемых природных зон стран Европейского союза Natura 2000.